# Obdurodon dicksoni
Obdurodon dicksoni é uma espécie pré-histórica de monotremados, que viveu durante o Miocénico na actual Austrália (estado de Nova Gales do Sul). É classificada na família Ornithorhynchidae que integra os actuais ornitorrincos. 